# Vladimír Hrivnák
Vladimír Hrivnák (Banská Bystrica, 23 aprile 1945 – 17 ottobre 2014) è stato un calciatore cecoslovacco, di ruolo difensore.

## Palmarès

### Giocatore

#### Competizioni nazionali
- Campionato cecoslovacco: 1

Slovan Bratislava: 1969-1970

#### Competizioni internazionali
- Coppa delle Coppe: 1

Slovan Bratislava: 1968-1969
- Coppa Piano Karl Rappan: 4

Slovan Bratislava: 1968, 1970, 1972, 1973